# 拟乌苏里瓦韦
拟乌苏里瓦韦（学名：Lepisorus pseudoussuriensis）为水龙骨科瓦韦属下的一个种。

## 扩展阅读
- 維基物種上的相關：拟乌苏里瓦韦